# Coistão (Paquistão)

Território do Coistão dentro da província

Coistão ou Cuistão (em urdu: کوہستان‎ em pastó: اباسين کوهستان‎; lit. "País Montanhoso") foi um distrito do Paquistão que se situava na província da Fronteira Noroeste. Desde 2014, foi dividido nos distritos de Coistão Superior e Coistão Inferior.